# Середа Валерій В'ячеславович
Вале́рій Вячесла́вович Середа́ (нар. 28 вересня 1968, Городок, УРСР) — генерал-майор міліції, генерал поліції третього рангу.

## Життєпис
У 1987—1989 роках служив у рядах РА. З 1991 року працює в лавах МВС України.
1992 року закінчив навчання на будівельному факультеті Львівського політехнічного інституту за спеціальністю «автомобільні дороги».
1999 року закінчує юридичний факультет Львівського державного університету імені Івана Франка, «правознавство».
Протягом 2003—2010 років працював у підрозділах роботи з персоналом та кадрового забезпечення УМВС України у Львівській області.
З 2010 року працює у Львівському державному університеті внутрішніх справ.
2011 року захищає кандидатську роботу «Публічно-правова скарга як засіб захисту особи від незаконних дій або бездіяльності публічної адміністрації».
З 2013 року — доцент кафедри конституційного, адміністративного і міжнародного права.
У червні 2014 року очолив Львівський державний університет внутрішніх справ.
Брав участь у формуванні батальйону спецпризначення «Львів», в його складі воював за визволення Лисичанська, Кримського, Золотого та Станиці Луганської.
19 грудня 2014 року полковнику міліції Середі присвоєно звання генерал-майора міліції.
2015 року захищає докторську роботу «Феномен дисциплінарної відповідальності в адміністративно-правових відносинах».
З 13 грудня 2016 року очолив поліцію Львівської області.